# Tim Dunigan
Timothy P. Dunigan (Saint Louis, 2 agosto 1955) è un attore statunitense.

## Biografia
Conosciuto per aver recitato nel ruolo di Sberla per due soli episodi (La città di San Rio Blanco: Parte 1 e 2) della serie televisiva A-Team sostituito poi da Dirk Benedict perché all'epoca l'attore venne considerato troppo giovane per interpretare un reduce della guerra in Vietnam

## Filmografia
- Mr. Smith (Tommy Atwood, 13 episodi, 1983)
- A-Team (Sberla, 1x1-1x2, 1983)
- Storie di guerra e di magia (Geoffrey Blackpool, 4 episodi, 1983)
- Professione pericolo (Junior Gallantine / Adrian Sloan, 3x13 e 4x8, 1984)
- Cin cin (Dottor McNeese, 4x19, 1986)
- Il mio amico Ricky (Gary, 5x16, 1987)
- Capitan Power (Capitano Jonathan Power, 22 episodi, 1987-1988)
- Disneyland (Davy Crockett, 4 episodi, 1988-1989)
- Benvenuto sulla Terra (Michael, 1x7, 1989)
- La signora in giallo (Charley Holcomb / Freddy Masters, 5x20, 1989)
- Il cane di papà (John Taylor, 3x1, 1990)
- Beverly Hills 90210 (Matt Brody, 1x4, 1990)
- Le ragazze della terra sono meglio (Ranger Binkley, 1x19, 1991)
- Palm Springs, operazione amore (The Hitman, 1x4, 1991)
- Hearts Afire (Dan Nichols, 3x4, 1994)
- Un detective in corsia (Terry Broadhurst, 2x13, 1995)
- JAG - Avvocati in divisa (Col. Norris, 7x15, 2002)